# Скотстон
Скотстон (англ. Scotstoun) — дистрикт у західній частині міста Глазго, Шотландії. Розташований на відстані 4 км західніше центру Глазго на південному березі річки Клайд. Один з центрів суднобудування в Британській імперії. Він межує з районом Гарскадден на заході, з районами Вікторія Парк, Джорданхілл і Вайтінч на сході, з районом Джорданхілл на півночі і річкою Клайд (за якої розташовується район Брохед) на півдні. У центрі Скотстона лежить Скотсонхілл, анклав пізньої вікторіанської епохи і післявоєнної забудови, зосереджений навколо залізничного вокзалу Скотстон. Скотстон (разом з Верфт Говен) є місцем розташування фірми «ВАЕ — системи надводних кораблів» (BAE Systems Surface Ships, колишня Yarrow Shipbuilders), військово-морського суднобудівного підрядника, що належить BAE Systems.